# Kalendarium pontyfikatu Franciszka (2018)

## Kalendarium pontyfikatu Franciszka w roku 2018

### Styczeń
- 5 stycznia
  - Spotkanie w Sali Klementyńskiej z Włoskim Stowarzyszeniem Nauczycieli Katolickich[1].
- 8 stycznia
  - Spotkanie z korpusem dyplomatycznym Stolicy Apostolskiej[2].
- 9 stycznia
  - Za pośrednictwem telemostu Papież Franciszek wygłosił orędzie do Chilijczyków i Peruwiańczyków przed podróżą apostolską do Chile i Peru[3].
- 14 stycznia
  - Papież odprawił mszę świętą na Światowy Dzień Uchodźcy[4].
- 15 stycznia
  - Rozpoczęła się podróż apostolska Franciszka do Chile i Peru[5].
- 17 stycznia
  - Zaprezentowano orędzie Papieża do Zakonu Najświętszej Maryi Panny z okazji 800-lecia istnienia zakonu[6].
- 18 stycznia
  - Zaprezentowano list Papieża do imama Al-Azhara z okazji międzynarodowej konferencji dotyczącej wspierania Jerozolimy (Papież napisał i wysłał list do imama 10 stycznia)[7].
- 23 stycznia
  - Zaprezentowano orędzie Papieża na Światowe Forum Ekonomiczne w Davos[8].
- 24 stycznia
  - Spotkanie w Auli Pawła VI ze wspólnotą „Yezidi” z Niemiec[9].
  - Papież napisał orędzie na 52. Światowy Dzień Środków Społecznego Przekazu[10].
- 25 stycznia
  - Spotkanie z delegacją luterańską z Finlandii na święto św. Henryka[11].
  - Papież napisał list do Wielkiego Kanclerza Papieskiego Instytutu Teologicznego Jana Pawła II na otwarcie katedry „Gaudium et spes”[12].
  - Nieszpory w bazylice św. Pawła za Murami na 51. Światowy Tydzień Modlitw o Jedność Chrześcijan[13].
- 26 stycznia
  - Papież wziął udział w posiedzeniu plenarnym Kongregacji do spraw Doktryny Wiary[14].
  - Spotkanie w sali konsystorza z członkami Papieskiej Akademii Teologicznej[15].
- 27 stycznia
  - Spotkanie w Auli Pawła VI z pracownikami Włoskiego Czerwonego Krzyża[16].
- 28 stycznia
  - Papież odprawił mszę świętą z okazji święta przeniesienia ikony Salus Populi Romani[17].
  - Wizyta w bazylice św. Zofii w Rzymie. Podczas wizyty Papież spotkał się z prawosławnymi z Ukrainy[18].
- 29 stycznia
  - Papież wygłosił przemówienie do uczestników konferencji poświęconej antysemityzmowi[19].
  - Papież wziął udział w inauguracji roku dla Trybunału Roty Rzymskiej[20].
- 31 stycznia
  - Spotkanie z przedstawicielami Szpitala im. Jana Pawła II w Krakowie[21].
  - Papież napisał list do kardynała Reinharda Marxa i luterańskiego teologa Heinricha Bedforda Strohma na konferencję dotyczącą 500-lecia reformacji Niemiec[22].

### Luty
- 1 lutego
  - Wizyta ad limina apostolorum biskupów z Białorusi[23].
- 2 lutego
  - W Sali Klementyńskiej Papież wygłosił przemówienie do uczestników konferencji „Przeciwdziałanie przemocy w imię religii”[24].
  - Papież odprawił mszę świętą na 22. Światowy Dzień Życia Konsekrowanego[25].
- 3 lutego
  - Spotkanie w Sali Klementyńskiej z przedstawicielami Krajowej Rady przeciw Lichwie (Consulta Nazionale Antiusura)[26].
- 5 lutego
  - Spotkanie z prezydentem Turcji Recepem Tayyipem Erdoganem[27].
- 6 lutego
  - Zaprezentowano orędzie Papieża na Wielki Post[28].
- 8 lutego
  - Spotkanie z przewodniczącą argentyńskiego stowarzyszenia obrony praw człowieka „Babcie z Plaza de Mayo”, Estelą de Carlotto[29].
- 9 lutego
  - Spotkanie w Sali Klementyńskiej z Grupą św. Marty[30].
  - Spotkanie z premierem Estonii, Jüri Rotasą[31].
- 10 lutego
  - Spotkanie z Kapitułą Generalną Zgromadzenia Świętych Stygmatów Naszego Pana Jezusa Chrystusa[32].
  - Spotkanie w Sali Klementyńskiej z pracownikami Poczty Włoskiej[33].
- 12 lutego
  - Spotkanie z członkami synodu greckiego[34].
  - W Sali Klementyńskiej Papież wygłosił przemówienie do uczestników Światowego Dnia Refleksji Przeciwko Handlowi Ludźmi[35].
- 14 lutego
  - Zaprezentowano wiadomość Papieża do Brazylijczyków na Kampanię Braterstwa 2018[36].
- 15 lutego
  - Spotkanie w bazylice św. Jana na Lateranie z proboszczami rzymskich parafii[37].
- 16 lutego
  - Spotkanie w sali konsystorza ze wspólnotą Papieskiego Kolegium Maronitów w Rzymie[38].
  - Spotkanie w Sali Klementyńskiej ze wspólnotą „Pro Petri Sede”[39].
- 17 lutego
  - Spotkanie w Sali Klementyńskiej ze wspólnotą Papieskiego Seminarium Sardyńskiego[40].
- 18 lutego
  - W Ariccii rozpoczęły się rekolekcje wielkopostne dla Papieża i Kurii Rzymskiej, które potrwają do 23 lutego[41][42][43].
- 22 lutego
  - Zaprezentowano orędzie Papieża na 33. Światowy Dzień Młodzieży 2018[44].
- 24 lutego
  - Spotkanie z ruchem „Diakonia piękna”[45].
- 25 lutego
  - Wizyta w rzymskiej parafii im. papieża Gelazjusza I[46].

### Marzec
- 1 marca
  - Luis Ladaria Ferrer i Giacomo Morandi zaprezentowali w imieniu Papieża Jego drugi list Placuit Deo do biskupów o niektórych aspektach zbawienia chrześcijańskiego[47].
- 2 marca
  - Wizyta w domu dla matek internowanych z małymi dziećmi „Casa di Leda”[48].
- 3 marca
  - Spotkanie w Auli Pawła VI z członkami IPASVI (związku zawodowych kolegiów pielęgniarskich, asystentów zdrowia i opiekunek dzieci)[49].
- 5 marca
  - Spotkanie z kanclerzem Austrii Sebastianem Kurzem[50].
- 8 marca
  - Spotkanie w Sali Klementyńskiej z członkami Międzynarodowej Katolickiej Komisji ds. Migracji[51][52].
  - Papież wygłosił przemówienie do uczestników konferencji rektorów seminariów niemieckojęzycznych[53].
- 9 marca
  - W Sali Klementyńskiej Papież wygłosił przemówienie do uczestników 29. Kursu o Forum Wewnętrznym zorganizowanego przez Penitencjarię Apostolską[54].
  - Papież odprawił nabożeństwo pokutne w bazylice św. Piotra[55].
- 10 marca
  - Spotkanie w sali konsystorza ze Stowarzyszeniem „Fontanna Miłosierdzia”[56].
- 11 marca
  - Spotkanie ze wspólnotą „Sant'Egidio” z okazji 50. rocznicy założenia wspólnoty[57].
- 12 marca
  - Spotkanie w Sali Klementyńskiej z parlamentarzystami z Marsylii[58].
- 14 marca
  - Spotkanie w Auli Pawła VI z taoistami z Tajwanu[59].
- 15 marca
  - Wizyta ad limina apostolorum biskupów z Pakistanu[60].
- 16 marca
  - Spotkanie z przewodniczącym Organizacji Współpracy Islamskiej, Yousefem bin Ahmedem al-Othaimeenem[61].
- 17 marca
  - Wizyta duszpasterska w Pietrelcinie i klasztorze San Giovanni Rotondo. Podczas pielgrzymki Papież wziął udział w obchodach 100. rocznicy otrzymania stygmatów przez Ojca Pio oraz 50. rocznicy jego śmierci[62].
  - Konferencja Episkopatu Argentyny zaprezentowała list Franciszka do Argentyńczyków z okazji 5. rocznicy Jego wyboru na papieża[63].
- 19 marca
  - Papież wziął udział w spotkaniu młodzieży w Papieskim Międzynarodowym Kolegium przed XV Synodem Biskupów[64].
  - Podczas popołudniowej mszy świętej w bazylice Świętego Piotra z rąk Papieża sakrę biskupią otrzymali księża: Waldemar Stanisław Sommertag, Alfred Xuereb i José Avelino Bettencourt[65].
- 24 marca
  - Spotkanie w Sali Klementyńskiej z Delegaturą Gmin „Trentino” (w spotkaniu wziął udział – obok Papieża – arcybiskup Trydentu, Lauro Tisi)[66].
- 26 marca
  - Spotkanie w Sali Klementyńskiej z kierownikami i pracownikami Inspekcji Bezpieczeństwa Publicznego w Watykanie[67].
- 30 marca
  - Papież odprawił nabożeństwo Męki Pańskiej w bazylice św. Piotra[68].

### Kwiecień
- 6 kwietnia
  - Spotkanie z Henryane de Chaponey, założycielką Centrum Badań Rozwoju Ameryki Łacińskiej[69].
- 7 kwietnia
  - Spotkanie w sali konsystorza ze Stowarzyszeniem Kapłanów „Prado”[70].
  - Spotkanie w Sali Klementyńskiej ze stowarzyszeniem „Alla Emanuel”[71].
  - Spotkanie w Auli Pawła VI z dziećmi z diecezji brescieńskiej[72].
- 9 kwietnia
  - W Watykanie zaprezentowano trzecią adhortację apostolską Papieża Gaudete et exsultate[73].
- 10 kwietnia
  - Spotkanie z Misjonarzami Miłosierdzia; po spotkaniu Papież odprawił z nimi mszę w bazylice św. Piotra[74][75].
- 11 kwietnia
  - Zaprezentowano list Papieża do biskupów Chile (Papież napisał i wysłał list do biskupów 8 kwietnia)[76].
- 14 kwietnia
  - Spotkanie w Sali Klementyńskiej z delegacją Uniwersytetu Villanova z Filadelfii[77].
- 15 kwietnia
  - Papież napisał list do arcybiskupa Mediolanu na 94. Narodowy Dzień Uniwersytetu Katolickiego Serca Świętego[78].
  - Wizyta duszpasterska w rzymskiej parafii św. Pawła od Krzyża[79].
- 19 kwietnia
  - Spotkanie w Sali Klementyńskiej z mnichami z konfederacji benedyktynów[80].
- 20 kwietnia
  - Wizyta duszpasterska w Alessano i Molfetcie[81].
- 21 kwietnia
  - Za pośrednictwem telemostu Papież wygłosił orędzie do uczestników spotkania Szefów Duszpasterstwa Młodzieży na Kubie[82].
  - Kardynał Vincentio Gerardo Nichols zaprezentował w imieniu Papieża list do Polaków z okazji 600-lecia powstania urzędu Prymasa Polski (Papież napisał i wysłał list do Polaków 7 kwietnia)[83].
  - Spotkanie w sali konsystorza ze wspólnotą Czcigodnego Angielskiego Kolegium Rzymu[84].
  - Spotkanie na placu Świętego Piotra z wiernymi z diecezji z Ceseny i Bolonii[85].
- 22 kwietnia
  - Podczas porannej mszy świętej Papież wyświęcił na księży diakonów[86].
- 27 kwietnia
  - Spotkanie w Sali Klementyńskiej z Kapitułą Generalną Braci św. Gabriela i rodziną Montfortian[87].
- 28 kwietnia
  - Papież wygłosił przemówienie do uczestników międzynarodowej konferencji promowanej przez Papieską Radę ds. Kultury[88].
- 30 kwietnia
  - Spotkanie w Sali Klementyńskiej ze stowarzyszeniem „Una Vita Rara”[89].

### Maj
- 1 maja
  - Spotkanie w Sali Klementyńskiej z redakcją gazety „Avvenire”[90].
- 3 maja
  - Kongregacja Edukacji Katolickiej zaprezentowała dokument dotyczący studiów prawa kanonicznego w świetle reformy procesu małżeńskiego[91].
  - Międzynarodowa Komisja Teologiczna napisała pismo dotyczące znaczenia Synodu Biskupów w życiu Kościoła[92].
- 4 maja
  - W Auli Pawła VI Papież wygłosił przemówienie do uczestników spotkania promowanego przez Kongregację Do Spraw Życia Konsekrowanego i Stowarzyszeń Życia Apostolskiego[93].
  - Spotkanie w Sali Klementyńskiej z Gwardią Szwajcarską i rodzinami gwardzistów[94].
  - Zaprezentowano list Papieża do kardynała Giovanniego Angelo Becciu; specjalnego delegata Suwerennego Rycerskiego Zakonu Szpitalników Świętego Jana, z Jerozolimy, z Rodos i z Malty (Papież napisał i wysłał list do kardynała 2 maja)[95].
- 5 maja
  - Spotkanie na Tor Vergata z Drogą Neokatechumenalną z okazji 50. rocznicy powstania organizacji[96].
  - Spotkanie z byłą premier Polski Hanną Suchocką[97].
- 6 maja
  - Wizyta duszpasterska w rzymskiej parafii „SS. Sacramento a Tor de’ Schiavi”[98].
- 7 maja
  - Za pośrednictwem telemostu Papież wygłosił orędzie do uczestników II Międzynarodowego Forum o współczesnych formach niewolnictwa[99].
- 9 maja
  - Zaprezentowano orędzie Papieża na 101. Dzień Niemieckich Katolików w Münster[100].
- 10 maja
  - Wizyta duszpasterska w Nomadelfii i Loppiano. Podczas pielgrzymki w Nomadelfii Papież spotkał się ze Wspólnotą Nomadelfii. W Loppiano zaś – z Ruchem Focolari Loppiano[101].
- 11 maja
  - Spotkanie z metropolitą Słowacji, Rastisławem[102].
- 12 maja
  - Spotkanie w Sali Klementyńskiej ze stowarzyszeniem „Logia” z Belgii[103].
  - Spotkanie w Sali Klementyńskiej z Kołem św. Piotra[104].
  - Za pośrednictwem telemostu Papież wygłosił orędzie do młodzieży zebranej w Teramo w sanktuarium Świętego Gabriela na Międzynarodowej Wigilii Maryjnej[105].
- 14 maja
  - Spotkanie na placu św. Jana na Lateranie z wiernymi z rzymskich diecezji[106].
- 15 maja
  - Prefekt Kongregacji Życia Konsekrowanego i Stowarzyszeń Życia Apostolskiego, kardynał João Braz de Aviz, oraz sekretarz Kongregacji, kardynał José Rodríguez Carballo, zaprezentowali list Kongregacji „Cor Orans” dotyczący życia kontemplacyjnego (duchowni z Kongregacji napisali list 1 kwietnia)[107].
- 16 maja
  - Spotkanie w Domu Świętej Marty z delegaturą religii dharmicznych[108].
  - Spotkanie w Auli Pawła VI z buddystami z Tajlandii[109].
- 17 maja
  - W Sali Klementyńskiej Papież przyjął listy uwierzytelniające od ambasadorów Danii, Finlandii, Tanzanii, Lesotho, Pakistanu, Mongolii i Etiopii[110].
  - Członkowie Kongregacji Nauki Wiary zaprezentowali list Kongregacji „Oeconomicae et Pecuniarae Quaestions”, przedstawiający niektóre aspekty rozwoju ekonomicznego Kongregacji (duchowni z Kongregacji napisali list 6 stycznia)[111].
  - Papież napisał list do biskupów Chile[112].
- 19 maja
  - Kardynał Andreae Arborelius zaprezentował w imieniu Papieża list na obchody tysiąclecia powstania opactwa Buckfast w Wielkiej Brytanii[113].
  - Kardynał Zenon Grocholewski zaprezentował w imieniu Papieża list na obchody 7-lecia konsekracji sanktuarium Matki Bożej Sprawiedliwości i Miłości Społecznej[114].
  - Papież napisał orędzie na Światowy Dzień Misyjny[115].
  - Papież wziął udział w konsystorzu w sprawie kanonizacji papieża Pawła VI. Data kanonizacji została wyznaczona na 14 października[116].
  - Papież wziął udział w pogrzebie kardynała Dario Castrillona Hoyosa[117].
- 20 maja
  - Za pośrednictwem telemostu Papież wygłosił orędzie na spotkanie diecezjalne „Wielkie Zgromadzenie” w Pontoise[118].
- 21 maja
  - Papież wziął udział w otwarciu 71. sesji Zgromadzenia Ogólnego włoskiej Konferencji Episkopatu[119].
- 25 maja
  - Spotkanie w Auli Pawła VI z personelem Komendy Głównej Policji w Rzymie oraz z personelem Centralnego Departamentu Zdrowia i Bezpieczeństwa Publicznego[120].
  - Wizyta w Instytucie „Elisa Scala” w Rzymie[121].
- 26 maja
  - Spotkanie z fundacją „Centesimus Annus – Pro Pontifice”[122].
  - Za pośrednictwem telemostu Papież wygłosił orędzie na II. Krajowe Spotkanie Młodzieży w Rosario[123].
- 28 maja
  - Za pośrednictwem telemostu Papież wygłosił orędzie z okazji rozpoczęcia działalności Zgromadzenia Ogólnego Papieskich Dzieł Misyjnych[124].
  - Spotkanie z delegacją Międzynarodowej Federacji Stowarzyszeń Lekarzy Katolickich[125].

### Czerwiec
- 1 czerwca
  - Członkowie Dykasterii ds. Świeckich, Rodziny i Życia napisali dokument „Dawanie z siebie tego, co najlepsze. W chrześcijańskiej perspektywie sportu i osoby ludzkiej”. Dokument został napisany w trzech językach: angielskim, włoskim i hiszpańskim[126].
  - Papież napisał list do Prefekta Dykasterii ds. Świeckich, Rodziny i Życia z okazji publikacji powyższego dokumentu Dykasterii[127].
  - Spotkanie w Sali Klementyńskiej z dyrektorami Narodowych Włoskich Dzieł Misyjnych[128].
- 2 czerwca
  - Spotkanie w Auli Pawła VI z Włoskim Związkiem Walki z Dystrofią Mięśniową[129].
- 4 czerwca
  - Spotkanie z luteranami z Niemiec[130].
  - Spotkanie z premierem Polski, Mateuszem Morawieckim[131].
  - Spotkanie w Sali Klementyńskiej z delegacją Międzynarodowej Nagrody Dziennikarstwa „Biagio Agnes”[132].
- 8 czerwca
  - Biskupi biorący udział w Synodzie Biskupów 2018 napisali list przygotowawczy do Synodu. List został napisany w pięciu językach: angielskim, włoskim, francuskim, hiszpańskim i portugalskim[133].
- 9 czerwca
  - Spotkanie w Sali Klementyńskiej z menedżerami włoskich firm głównych z branży naftowej, gazowej i energetycznej[134].
  - W Auli Pawła VI Papież wziął udział w „Pociągu dla dzieci”[135].
- 14 czerwca
  - Papież napisał orędzie na Światowy Dzień Uchodźcy 2018[136].
  - Zaprezentowano orędzie Papieża na 2. Światowy Dzień Ubogich (Papież napisał orędzie poprzedniego dnia)[137].
  - Spotkanie w Sali Klementyńskiej z uczniami Letniej Szkoły Astrofizycznej[138].
- 15 czerwca
  - W Auli Pawła VI Papież wygłosił przemówienie do uczestników Krajowego Kongresu Włoskich Mistrzów Federacji Pracy[139].
- 16 czerwca
  - Kardynał Dominik Duka zaprezentował w imieniu Papieża list z okazji 1050. rocznicy założenia biskupstwa w Poznaniu (Papież napisał i wysłał list do kardynała Duki 28 maja)[140].
  - Spotkanie w sali konsystorza ze Zgromadzeniem Sióstr Teatynek Niepokalanego Poczęcia[141].
  - Spotkanie w Sali Klementyńskiej z delegacją Forum Stowarzyszeń Rodzinnych[142].
- 19 czerwca
  - Duchowni z Watykanu napisali „Instrumentum laboris” na Synod Biskupów 2018[143].
  - Papież napisał list do oddziału Caritasu pomagającego uchodźcom[144].
- 21 czerwca
  - Jednodniowa podróż apostolska Papieża Franciszka do Szwajcarii. Podczas pielgrzymki Papież odwiedził Światową Radę Kościołów w Genewie[145][146].
- 22 czerwca
  - Papież wziął udział w spotkaniu dotyczącym udzielania pomocy Kościołom Wschodnim[147].
  - Papież spotkał się z uczestnikami Kapituły Generalnej Werbistów[148].
- 23 czerwca
  - Spotkanie z delegaturą organizacji „African Instituted Churches”[149].
  - Spotkanie z delegacją „Emouna Fraternité Alumni”[150].
- 24 czerwca
  - Spotkanie z członkami Spółdzielni „OSA”[151].
- 25 czerwca
  - Spotkanie w sali konsystorza z Fundacją „Gravissimum Educationis”[152].
  - W Sali Klementyńskiej Papież wziął udział w obradach Zgromadzenia Ogólnego Papieskiej Akademii Życia[153].
- 26 czerwca
  - Spotkanie z prezydentem Francji, Emmanuelem Macronem[154].
- 28 czerwca
  - Spotkanie z Patriarchatem Ekumenicznym Konstantynopola[155].
  - Spotkanie w Sali Klementyńskiej z Włoską Federacją Pływacką[156].
  - W bazylice św. Piotra papież wziął udział w konsystorzu w sprawie powołania nowych kardynałów[157].
- 30 czerwca
  - W Auli Pawła VI Papież wygłosił przemówienie do uczestników spotkania promowanego przez Zgromadzenie Rodzin Krwi Chrystusa[158].

### Lipiec
- 3 lipca
  - Kardynał Fernando Filoni zaprezentował w imieniu Papieża list na V. Amerykański Kongres Misynjy w Boliwii[159].
- 4 lipca
  - Prefekt i Sekretarz Kongregacji do spraw Instytutów Życia Konsekrowanego i Stowarzyszeń Życia Apostolskiego zaprezentowali list Kongregacji „Ecclesiae Sponsae Imago” dotyczącym Ordo Virginum (duchowni z Kongregacji napisali list 8 czerwca)[160].
- 6 lipca
  - W Sali Klementyńskiej Papież wziął udział w międzynarodowej konferencji poświęconej ochronie życia na Ziemi[161].
  - W bazylice Świętego Piotra papież odprawił mszę świętą dla uchodźców[162].
- 7 lipca
  - Wizyta duszpasterska w Bari. Podczas pielgrzymki papież wziął udział w Światowym Spotkaniu Pokoju[163].
  - Zaprezentowano list Papieża do kardynała Géralda Lacroixa na 200. rocznicę ewangelizacji zachodu i południa Kanady (Papież napisał i wysłał list do kardynała 21 czerwca)[164].
- 8 lipca
  - Kardynał Peter Turkson, w imieniu Dykasterii ds. Integralnego Rozwoju Człowieka, napisał wiadomość na Niedzielę Morza[165].
- 12 lipca
  - Papież wziął udział w pogrzebie kardynała Jeana-Louisa Taurana[166].
- 15 lipca
  - Za pośrednictwem telemostu Papież wygłosił orędzie do młodzieży uczestniczącej w zgromadzeniu organizowanym co trzy lata przez Konferencję Episkopatu Antyli[167].
- 27 lipca
  - Zaprezentowano list papieża do uczestników III międzynarodowej konferencji w Sarajewie poświęconej katolickiej etyce teologicznej w świecie Kościoła[168].
- 29 lipca
  - Papież napisał orędzie do przewodniczącego Rady Wykonawczej Wspólnoty Życia Chrześcijańskiego na 17. zgromadzenie Rady[169].
- 31 lipca
  - Spotkanie na placu św. Piotra z ministrantami z całego świata[170].

### Sierpień
- 1 sierpnia
  - Przemówienie w Sali Klementyńskiej do młodych jezuitów, uczestników kursu „European Jesuits in Formation”[171][172].
- 2 sierpnia
  - Zaprezentowano list Kongregacji Nauki Wiary do biskupów, na temat nowej wersji punktu 2267 Katechizmu Kościoła Katolickiego w sprawie kary śmierci. List został napisany w sześciu językach: włoskim, angielskim, niemieckim, francuskim, hiszpańskim i portugalskim. Kardynał Luis Ladaria i arcybiskup Giacomo Morandi podpisali list poprzedniego dnia[173].
- 11 sierpnia
  - Papież wziął udział w czuwaniu modlitewnym z młodzieżą[174].
- 12 sierpnia
  - Spotkanie na placu św. Piotra z młodzieżą z całego świata[175].
- 15 sierpnia
  - Papież napisał orędzie do Polaków z okazji 450. rocznicy śmierci św. Stanisława Kostki[176].
- 19 sierpnia
  - Sekretarz Stanu napisał orędzie na rozpoczynające się 39. spotkanie młodzieży w Rimini[177].
- 20 sierpnia
  - Papież napisał list do wiernych na całym świecie[178].
- 21 sierpnia
  - Za pośrednictwem telemostu Papież wygłosił orędzie do Irlandczyków przed podróżą apostolską do Irlandii[179].
- 25 sierpnia
  - Rozpoczęła się podróż apostolska Franciszka do Irlandii. Podczas pielgrzymki Papież wziął udział w zakończeniu IX. Światowego Spotkania Rodzin[180][181].
- 31 sierpnia
  - Spotkanie w sali konsystorza z Kapitułą Generalną Oblatów św. Józefa[182].

### Wrzesień
- 1 września
  - Spotkanie w Sali Klementyńskiej z przedsiębiorcami biorącymi udział w spotkaniu z okazji Światowego Dnia Modlitwy o Troskę o Stworzenie[183].
  - Papież napisał orędzie na Światowy Dzień Modlitwy o Troskę o Stworzenie[184].
- 5 września
  - Spotkanie w Auli Pawła VI z Włoską Federacją Motocyklową[185].
- 6 września
  - Papież wziął udział w międzynarodowej konwencji poświęconej wdowom konsekrowanym[186].
- 7 września
  - Spotkanie w Auli Pawła VI z Włoskim Stowarzyszeniem Rodziców[187].
- 8 września
  - Papież wygłosił przemówienie do uczestników sympozjum Międzynarodowej Unii Benedyktynek[188]
  - W Sali Klementyńskiej Papież wygłosił przemówienie do biskupów terytoriów misyjnych uczestniczących w seminarium promowanym przez Kongregację Do Spraw Ewangelizacji Narodów[189].
- 12 września
  - Spotkanie w Auli Pawła VI z japońskim stowarzyszeniem „Tensho Kenoh Shisetsu Kenshoukai”[190].
- 13 września
  - W Sali Klementyńskiej Papież wygłosił przemówienie do uczestników konferencji „Teologia czułości w Papieżu Franciszku”[191].
  - Papież wziął udział w szkoleniu biskupów zorganizowanym przez Kongregację do spraw Biskupów[192].
  - Zaprezentowano orędzie Papieża na Zgromadzenie Plenarne Konferencji Episkopatu Polski (Papież napisał orędzie 29 sierpnia; orędzie podpisał Sekretarz Stanu)[193].
- 14 września
  - Papież wziął udział w spotkaniu w sprawie kryzysu w Syrii i w krajach z nią sąsiadujących[194].
- 15 września
  - Wizyta duszpasterska w Palermo i Piazza Armerina[195].
  - Sekretarz Stanu zaprezentował w imieniu Papieża orędzie do arcybiskupa prałata sanktuarium w Pompejach na 11. pielgrzymkę włoskich rodzin do sanktuarium (Papież napisał orędzie 13 września; orędzie podpisał Sekretarz Stanu)[196].
- 17 września
  - Spotkanie z pielgrzymami z diecezji Grenoble-Vienne[197].
- 19 września
  - Spotkanie w Domu Świętej Marty z wokalistą U2, Bono[198].
- 20 września
  - W Sali Klementyńskiej Papież wziął udział w konferencji „Ksenofobia, rasizm i populizm w kontekście globalnej migracji”[199].
  - Spotkanie w sali konsystorza ze Zgromadzeniem Synów Najświętszej Maryi Panny Niepokalanej[200].
  - Za pośrednictwem telemostu Papież wygłosił orędzie do Litwinów, Łotyszów i Estończyków przed podróżą apostolską na Litwę, Łotwę i do Estonii[201].
- 21 września
  - Za pośrednictwem telemostu Papież wygłosił orędzie do uczestników 5. Narodowego Spotkania Duszpasterstwa Latyno-Hiszpańskiego w Grapevine w Teksasie[202][203].
  - Spotkanie w sali konsystorza z członkami kurii prowadzącej archidiecezję w Walencji[204].
- 22 września
  - Rozpoczęła się podróż apostolska Franciszka na Litwę, Łotwę i do Estonii. Podczas pielgrzymki Papież wziął udział w obchodach 100-lecia wyzwolenia się Litwy, Łotwy i Estonii spod wpływu Związku Radzieckiego[205][206].
  - Za pośrednictwem telemostu Papież wygłosił orędzie do uczestników konwencji "Katechista, Światło Tajemnicy", zorganizowanej przez Papieską Radę ds. Nowej Ewangelizacji[207].
- 23 września
  - Papież odprawił mszę świętą w Kownie[208].
- 24 września
  - Papież poleciał na Łotwę
  - Papież w Rydze wziął udział w nabożeństwie ekumenicznym.
- 25 września
  - W ostatnim dniu swojej podróży do krajów nadbałtyckich poleciał do Estonii.
  - Papież odprawił mszę świętą w Tallinnie na placu Wolności[209].
- 26 września
  - Opublikowano przesłanie papieża do katolików w Chinach i na całym świecie[210].
  - Opublikowano orędzie papieża do uczestników Międzywyznaniowego Forum G20[211].
- 28 września
  - Opublikowano orędzie papieża z okazji Światowego Dnia Głuchych[212].
- 29 września
  - Spotkanie z przedstawicielami policjantów[213].

### Październik
- 1 października
  - Spotkanie z księżmi z diecezji Créteil we Francji[214].
- 3 października
  - Papież otworzył XV Zwyczajne Zgromadzenie Ogólne Synodu Biskupów[215].
- 6 października
  - Spotkanie z delegacją młodych na synodzie biskupów[216].
  - Spotkanie z pielgrzymami ze Słowacji[217].
- 10 października
  - Spotkanie z pielgrzymami z archidiecezji krakowskiej[218].
- 14 października
  - Opublikowano orędzie papieża z okazji Ekumenicznego Spotkania Modlitwy o Pokój w Bolonii[219].
  - Odbyła się kanonizacja Pawła VI, Oscara Romero, Wincentego Romano, Franciszka Spinell, Nunzio Sulprizio, Marii Katarzyny Kasper i Nazarii Ignaci March Mesia[220].